# Lienzo de Zacatepec
El lienzo de Zacatepec núm. 1 (también Códice Martínez Gracida) es un códice que fue elaborado en Santa María Zacatepec, Oaxaca, ubicado en la Mixteca de la Costa.

## Características físicas
El lienzo mide 3,25 m de alto por 2,25 m de ancho. El material con el que está hecho es de algodón. Fue pintado en pintura negra o carbón.

## Contenido
El contenido de este documento es la demarcación del territorio del señorío de Zacatepec, en la Mixteca de la Costa. Aporta también información histórica y genealógica de este señorío, desde, por lo menos, el año 1144, fecha en que el señor 11 Jaguar, Lugar de la Lluvia y la Neblina, creó la dinastía de Zacatepec.
Este lienzo narra que fue el señor 4 Viento, Yahui, gobernante del señorío de Lugar de Pedernales, quien mandó a 11 Jaguar a fundar varios señoríos en la Mixteca Alta, también fundó el señorío de Zacatepec, aunque ésta se ubica en la Mixteca de la Costa.